# Thomas de Saint-Hyacinthe
Thomas de Saint-Hyacinthe ou bien Thomas Hioji Rokuzayemon Nishi (1590, Kyūshū - 15 novembre 1634, Nagasaki) est un prêtre dominicain japonais du XVIIe siècle mort martyr.

## Biographie
De Thomas de Saint-Hyacinthe on ne sait que peu de choses si ce n'est qu'il est né de parents chrétiens, qu'il est témoin du martyr de ses parents. Désireux de se faire prêtre il se rend aux Philippines en 1614 et demande à être admis dans l'Ordre dominicain. Il suit sa formation à Manille. Il est ensuite étudiant à l'Université de Santo Tomas. Il est d'abord envoyé sur l'île de Formose alors possession espagnole en 1626 avant de retourner secrètement au Japon le 10 novembre 1629. Étant japonais, il est relativement libre de ses mouvements et est moins obligé de se cacher. Il est le témoin du martyre de plusieurs de ses frères dominicains avant d'être lui aussi arrêté et emprisonné avec Hyacinthe Jourdain Ansalone par les autorités japonaises qui le soumettent à la torture. Il meurt le 15 novembre 1634 sans avoir renoncé à sa foi chrétienne.

## Vénération
Thomas de Saint-Hyacinthe fait partie des dits Seize martyrs de Nagasaki. Il est béatifié avec 15 autres martyrs compagnons d'infortune le 18 février 1981 par le pape Jean Paul II et canonisé à Rome par ce dernier le 18 octobre 1987. Il est fêté le 17 novembre.